# 国訳一切経
国訳一切経（こくやくいっさいきょう）とは、大東出版社が出版している、大乗仏教の漢訳大蔵経を日本語訳した大蔵経（一切経）。大正新脩大蔵経を底本とし、その中から主要な仏典を選んで編纂・日本語訳している。
インド撰述部は1930年〜1936年にかけて、和漢撰述部は1936年〜1988年にかけて、初めて刊行された。

## 構成
インド撰述部が全155巻155冊、和漢撰述部が全100巻102冊、合計全255巻257冊から成る。
- インド撰述部 --- 全155巻155冊
  - 阿含部 --- 全10巻9冊
  - 密教部 --- 全5巻5冊
  - 涅槃部 --- 全2巻2冊
  - 般若部 --- 全6巻6冊
  - 華厳部 --- 全4巻4冊
  - 法華部 --- 全1巻1冊
  - 本縁部 --- 全11巻10冊
  - 宝積部 --- 全7巻7冊
  - 大集部 --- 全6巻6冊
  - 経集部 --- 全16巻16冊
  - 律部 --- 全26巻26冊
  - 毘曇部 --- 全30巻31冊
  - 中観部 --- 全3巻3冊
  - 釈経論部 --- 全8巻9冊
  - 瑜伽部 --- 全12巻12冊
  - 論集部 --- 全7巻7冊
  - 総索引 --- 全1巻1冊
- 和漢撰述部 --- 全100巻102冊
  - 諸宗部 --- 全25巻25冊
  - 律疏部 --- 全2巻2冊
  - 目録・事彙部 --- 全2巻2冊
  - 史伝部 --- 全25巻26冊
  - 経疏部 --- 全18巻18冊
  - 論疏部 --- 全23巻24冊
  - 護教部 --- 全5巻5冊